# 八坂神社 (香取市)
八坂神社（やさかじんじゃ）は、千葉県香取市佐原本宿にある神社である。佐原の大祭（祇園祭）で知られる。旧社格は村社。

## 歴史

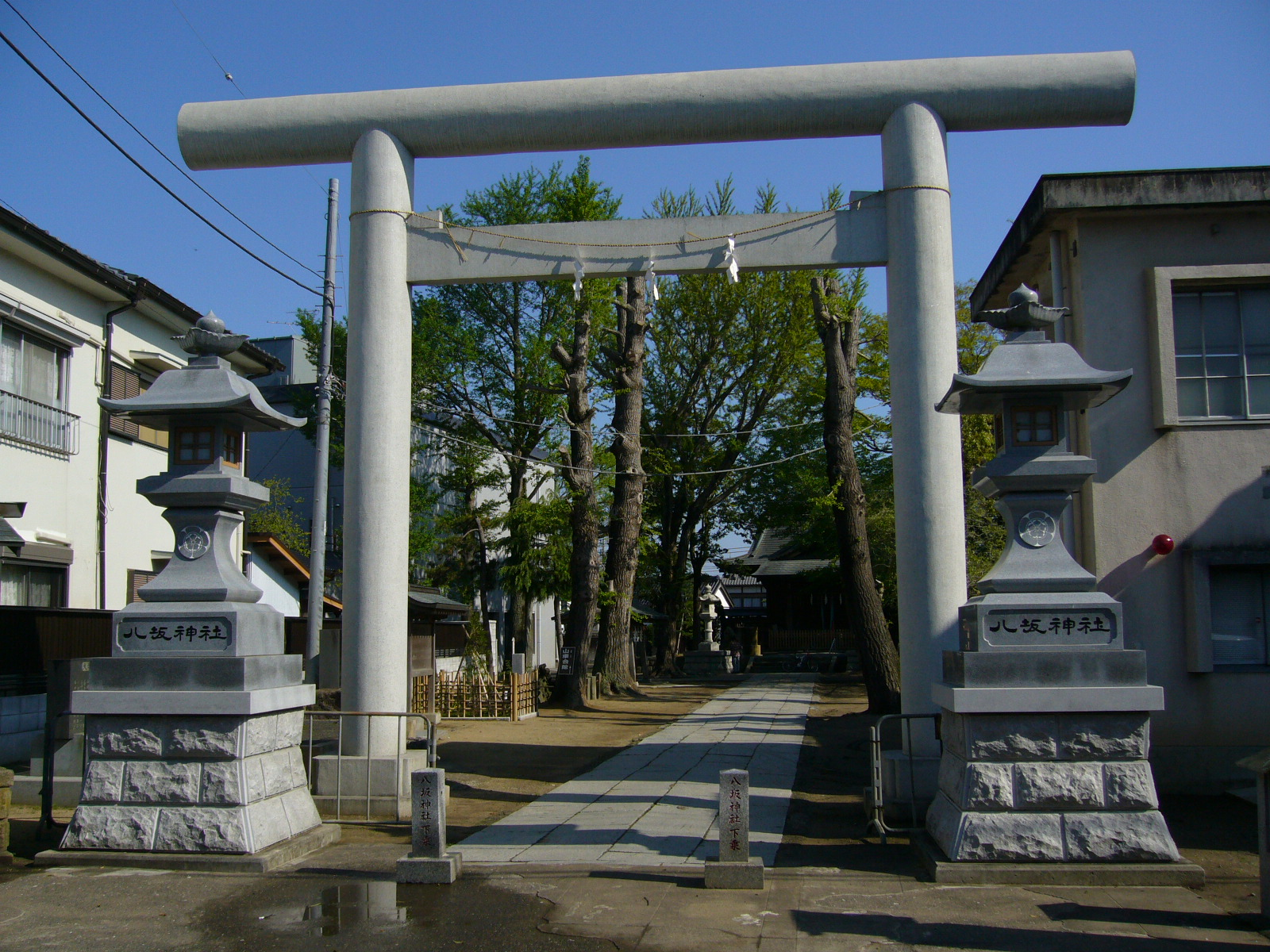
八坂神社　鳥居

古く佐原諏訪山近傍の天王台に創建。江戸時代前期の天和年間（天正以前の説あり）に現在地へ遷座し、佐原・本宿地区の総鎮守となった。当初表口は浜宿側（現千葉萌陽高等学校側）にあったが、明治初年社殿改造の際に現在の八日市場側（千葉県道55号佐原山田線・通称香取街道側）にも増設された。それ以来、この神社には正門が2か所存在し、それぞれ浜宿口、八日市場口という呼び方がされ、正門は1年置きに交代する。
境内には水郷佐原山車会館がある。

## 祭事・年中行事
- 祇園祭（佐原の大祭）
  - 7月10日以降の最も近い連続する金・土・日

## 交通
- JR成田線・佐原駅から徒歩15分。
- 高速バス東京－佐原－鉾田・関東鉄道「八坂神社」バス停下車。
- 高速バス東京－佐原駅北口－銚子・千葉交通「佐原駅北口」バス停下車徒歩15分。

## 周辺
- 水郷佐原山車会館
- 諏訪神社 (香取市)
- 佐原の町並み
- 香取神宮